# توني هوك برو سكيتر 5
توني هوك برو سكيتر هي [لعبة فيديو] [للتزلج على الألواح] لعام 2015 تم تطويرها بواسطة روبو مودو ودستربتف قيمز، ونشرتها [أكتيفجن]. الدفعة العاشرة الرئيسية في سلسلة <i id="mwJQ">توني هوك</i> ، اللعبة هي العنوان الجديد الأول في السلسلة الرئيسية منذ بروفينق جراوند عام [2007][بحاجة لمصدر] وأول لعبة برو سكيتر منذ عام 2002 برو سكيتر 4 ، حيث تم تعليق السلسلة بعد عدم النجاح النقدي والتجاري في الألعاب اللاحقة.
نظرًا لأن اتفاقية الترخيص بين [توني هوك] [وأكتيفجن] كان من المقرر أن تنتهي صلاحيتها بحلول نهاية عام [2015]، تم تطوير اللعبة على عجل في غضون بضعة أشهر وتم إصدارها غير مكتملة، مع تضمين معظم المحتوى في [تصحيح] كبير لليوم الأول. نتيجة لذلك، تعرضت اللعبة لانتقادات شديدة من قبل النقاد عند إصدارها، مع تركيز النقد على رسوماتها، والأخطاء ومواطن الخلل، وعناصر التحكم، ونقص التصميم، على الرغم من الثناء الطفيف على الموسيقى التصويرية للعبة. أصبحت اللعبة الأخيرة في روبو مودو، حيث توقفت الشركة عن العمل في أغسطس [2016].
حتى الآن، يعد هذا هو أحدث عنوان وحدة تحكم أصلية في السلسلة، وآخر إدخال رئيسي لوحدة التحكم ككل حتى تم إصدار توني هوك برو سكيتر 1 و 2 ، وهو نسخة معدلة من أول لعبتين، في عام [2020].

## نمط اللعب
مثل معظم الألعاب الأخرى في السلسلة، وجهت لعبة توني هوك برو سكيتر 5 طريقة لعبها إلى ألعاب [الآركيد] الكلاسيكية. الهدف من معظم أوضاع اللعبة هو تحقيق درجة عالية أو جمع أشياء معينة. كما هو الحال مع ألعاب برو سكيتر السابقة، لا تحتوي اللعبة على قصة. للتسجيل، يتعين على اللاعب أن ينجح في الأداء والجمع بين [الهوائيات]، والتقلبات، والطحن، والشفاه، والأدلة، مع عمليات التنفيذ الناجحة التي تضيف إلى نقاط اللاعب. تستند قيمة النقطة للخدعة إلى الوقت الذي تم الحفاظ عليه، والدرجات التي تم تدويرها، وعدد الحيل التي يتم إجراؤها بالتسلسل، وأداء الحيل على معالم معينة على الخريطة، وعدد مرات استخدام الحيل. تضيف الحيل الناجحة أيضًا إلى العداد الخاص للاعب، والذي، بمجرد ملئه، يسمح بتنفيذ الحيل الخاصة التي تستحق أكثر بكثير من الحيل العادية. لا تحقق الكفالات (التي تسقط من لوح التزلج بسبب الهبوط السيئ) أي نقاط للخدعة التي حاولت القيام بها وإعادة تعيين الشريط الخاص ليصبح فارغًا. تنحرف عناصر التحكم في اللعبة إلى حد ما عن الألعاب السابقة في السلسلة، مع حذف ميزات مثل تبديل حيل الطحن في نفس التسلسل، أو [حيل الأرض المسطحة]، أو القدرة على النزول من اللوحة، أو التسلق، أو الوقت البطيء، أو قيادة المركبات. تتضمن أدوات التحكم الجديدة تمامًا القدرة على الدوس على الأرض في الجو للوصول إلى قضبان معينة أو تدمير الأشياء. أيضًا، يتميز كل مستوى بقدرة فريدة، مثل [القفز المزدوج]، أو [العملاقة]، أو لوح التزلج الكهربائي أو المحترق.
جميع المستويات في اللعبة جديدة تمامًا على السلسلة، على الرغم من أن معظمها مشتق من المستويات الشائعة التي ظهرت في الإدخالات السابقة، باستثناء بيريكس، استنادًا إلى حديقة التزلج الواقعية التي تحمل الاسم نفسه. يتميز برو سكيتر 5 بإجمالي عشرة مستويات، على الرغم من توفر سبعة مستويات فقط عند الإطلاق، مع إضافة الثلاثة الأخرى مع تصحيحات ما بعد الإصدار. علاوة على ذلك، تتميز اللعبة بالقدرة على إنشاء حدائق تزلج مخصصة، كما كان الحال مع معظم الإدخالات السابقة.

### المتزلجين المحترفين المميزين والشخصيات
تحتوي اللعبة على ما مجموعه 10 من المتزلجين المحترفين في الحياة الواقعية، إلى جانب العديد من شخصيات الضيوف. يعود إلى المسلسل توني هوك، وابنه [رايلي]، [وكريس كول]، [وأندرو رينولدز]، [وديفيد جونزاليس]، ونيجا هيوستن، بينما ظهر آرون هوموكي، وليزي أرمانتو، وليتسيا بوفوني، وايشود وير لأول مرة في لعبة الفيديو. يعمل مغني الراب [ليل واين] كمتزلج مشهور للدخول، بينما تمت إضافة زميل مغني الراب [تايلر] ، ذا كريتور، مع رقعة ما بعد الإصدار.  لا تحتوي اللعبة على خيار إنشاء متزلج فردي؛ يمكن تعديل جميع المتزلجين المتاحين عن طريق تبديل رؤوسهم أو جذعهم أو أرجلهم، ومع ذلك تظل مجموعة خدعهم غير قابلة للتغيير.

### إرث
تم تسميتها «أسوأ لعبة فيديو لعام [2015]» من قبل [انترتينمنت ويكلي]. صنفت بوليجون توني هوك برو سكيتر 5 واحدة من أسوأ الألعاب لعام 2015، وكتبت أنها كانت «محطمة للغاية، ومتوهجة للغاية وقاتمة للغاية لدرجة أن عشاق سلسة ألعاب توني هوك قاموا بإصلاح أسفهم في اليوم الذي وضعوا فيه أعينهم على الامتياز لأول مرة. في بعض الأحيان، من الأفضل ترك الماضي في الماضي». وبالمثل، أدرجت قيم سبوت اللعبة في قائمة «أسوأ الألعاب التي تمت مراجعتها لعام 2015»، مشيرة إلى أنه «توجد لعبة تزلج أساسية يصعب الاستمتاع بها، لأنه يتعين عليك القفز فوق العديد من الحلقات وتجاهل عدد كبير من المشكلات الواضحة للعثور على أصغر قدر من المرح». بعد الإصدار الكارثي لـ برو سكيتر 5 ، خرج المطور روبو مودو من العمل بعد 11 شهرًا من إصدار اللعبة، بينما لم يتم تجديد صفقة ترخيص توني هوك مع أكتيفجن.
1. ↑  Игромания (بالروسية), сентябрь 1997, ISSN:1560-2583, QID:Q4197757 {{استشهاد}}: تحقق من التاريخ في: |publication-date= (help)
2. ↑  Игромания (بالروسية), сентябрь 1997, ISSN:1560-2583, QID:Q4197757 {{استشهاد}}: تحقق من التاريخ في: |publication-date= (help)
3. ↑   https://www.igromania.ru/game/19224. {{استشهاد ويب}}: |url= بحاجة لعنوان (مساعدة) والوسيط |title= غير موجود أو فارغ (من ويكي بيانات) (مساعدة)
4. ↑  Hopkins، Evan (نوفمبر 2015). "Tony Hawk's Pro Skater 5 Adds Teenage Mutant Ninja Turtles". Gamerant. مؤرشف من الأصل في 2020-08-13. اطلع عليه بتاريخ 2021-01-24.
5. ↑  Maciej, Martin (14 Jul 2015). "Tony Hawk's Pro Skater 5: Charaktere im Überblick" (بالألمانية). جيجا. Archived from the original on 2021-05-17. Retrieved 2021-01-24.
6. ↑  Hopkins، Evan (نوفمبر 2015). "Tony Hawk's Pro Skater 5 Adds Teenage Mutant Ninja Turtles". Gamerant. مؤرشف من الأصل في 2023-04-20. اطلع عليه بتاريخ 2021-01-24.
7. ↑  EW Staff (11 ديسمبر 2015). "The 10 Best (And 3 Worst!) Video Games of 2015". إنترتينمنت ويكلي. مؤرشف من الأصل في 2015-12-13. اطلع عليه بتاريخ 2015-12-13.
8. ↑  Frank، Allegra (30 ديسمبر 2015). "The worst video games of 2015". Polygon. Vox Media. مؤرشف من الأصل في 2020-11-22. اطلع عليه بتاريخ 2016-02-07.
9. ↑  Staff، Gamestop (28 ديسمبر 2015). "The Worst Reviewed Games of 2015". غيم سبوت. مؤرشف من الأصل في 2021-05-24. اطلع عليه بتاريخ 2021-01-24.
10. ↑  Kaczmarek، Zak (27 فبراير 2018). "Tony Hawk Announces He's No Longer Working With Activision". Paste. مؤرشف من الأصل في 2021-01-28. اطلع عليه بتاريخ 2021-01-24.